# 伊斯肯德倫灣

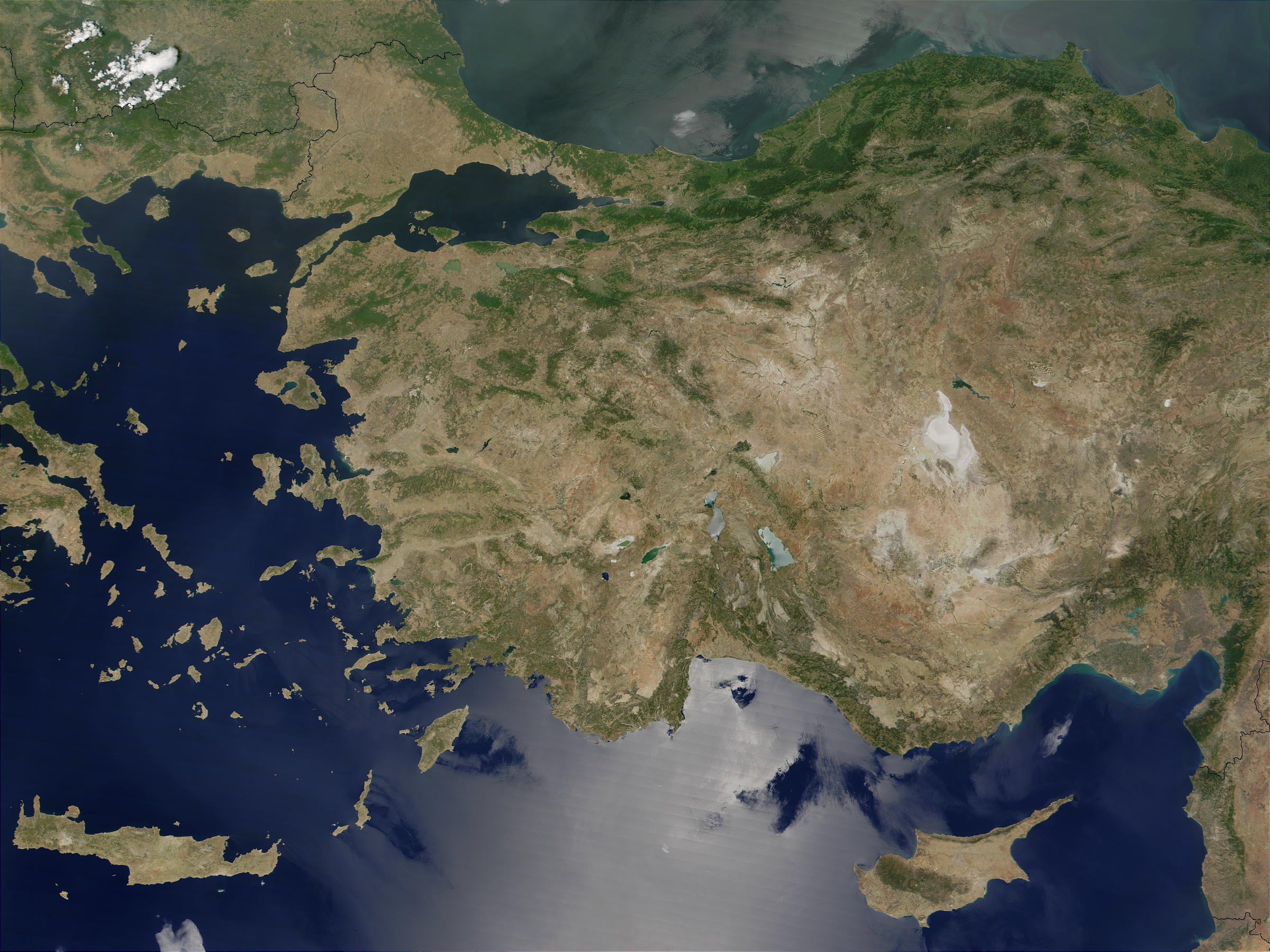

伊斯肯德倫灣是土耳其的海灣，位於地中海東部，長60公里、寬36公里，面積約1,250平方公里，海水量約95立方公里，平均水深70至80米，沿岸城市有尤穆爾塔勒克和德爾特約爾。
36°34′47″N 35°49′48″E / 36.57972°N 35.83000°E